# Klein Fullen
Klein Fullen is een dorpje in en Ortsteil van de Duitse gemeente Meppen, deelstaat Nedersaksen, en telt volgens de website van de gemeente Meppen (zie in het kader: website) 385 inwoners (31 december 2020). Het dorpje is, o.a. op het gebied van kerkelijk en verenigingsleven, sterk verbonden met het naburige Groß Fullen.
Voor meer, ook historische, informatie zie de hierboven aangehaalde webpagina op de site van de gemeente Meppen.